# Зубов, Фёдор Евтихиевич
Фёдор Евтихиевич Зубов (также — Фёдор Евтихиев сын Зубов Устюженец; Фёдор Евтихиев; Фёдор Усолец; упоминается с 1647 — ум. 3 ноября 1689) — русский иконописец XVII века.
Царский знаменщик — руководитель жалованных иконописцев Оружейной палаты Московского Кремля (после смерти Симона Ушакова). Работал над стенными росписями кремлёвских соборов, Малого Донского собора и собора Новоспасского монастыря, писал иконы для Новодевичьего монастыря в Москве, церкви Ильи Пророка в Ярославле, Антониево-Сийского монастыря.

## Биография

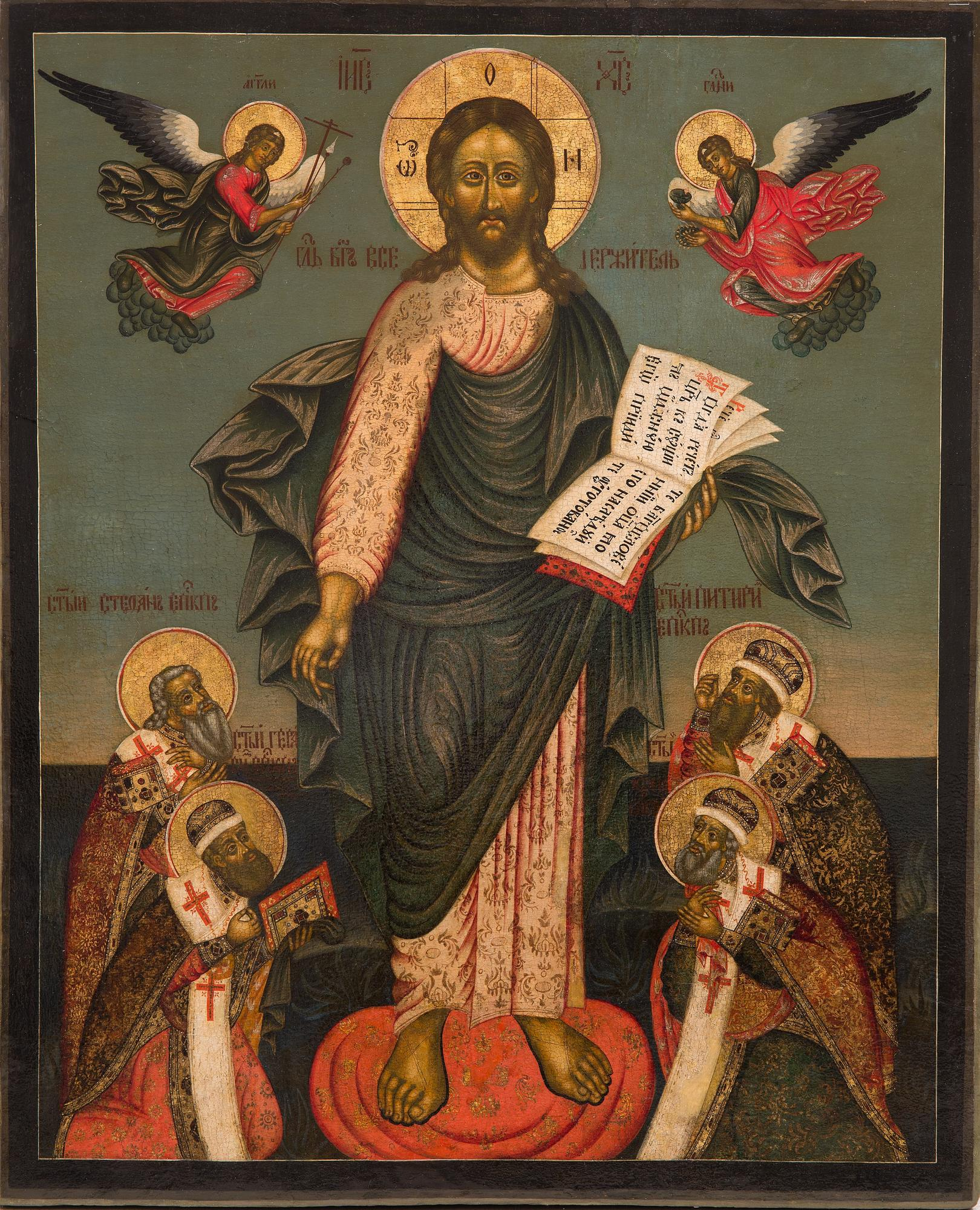
Спас Смоленский с припадающими Афанасием и Кириллом Александрийскими. 1667. Дерево, паволока, левкас, темпера. 106 × 70 см. Сольвычегодский историко-художественный музей. Из Николо-Коряжемского монастыря.

Фёдор Зубов родился в Соликамске. Его отец был дьяконом местной церкви Стефана Пермского и происходил из зажиточной семьи солеваров и солеторговцев. Год рождения Фёдора неизвестен, предполагают, что он лежит в пределах 1610—1615. Впервые его имя упоминается в документах под 1647 годом. К этому времени он был уже сложившимся мастером. Возможно, что первоначальное обучение он прошёл у строгановских монастырских иконописцев. Брат Фёдора Осип также стал иконописцем.
Вероятно, с середины 1630-х годов Фёдор Зубов работает в Великом Устюге. В 1652—1662 он значится здесь в качестве «записного иконописца». В этот период он вызывался в Москву для «государевых иконописных дел», но возвращался в Устюг. В 1657 году участвует в возобновлении стенописи Архангельского собора в Московском Кремле.
В 1660 году художник работает в Ярославле для купцов братьев Вонифатия и Иоанникия Скрипиных, строителей и благотворителей Ильинского храма. Тогда местному воеводе Василию Унковскому поступил указ из Москвы прислать ко двору иконописца Фёдора Зубова. Вонифатий Скрипин ответил челобитной, в которой, ссылаясь на неоконченное после пожара восстановление Покровской церкви, просил оставить мастера для завершения работ. Ходатайство было удовлетворено, и Зубов остался в Ярославле. Согласно В. Г. Брюсовой, речь в документе шла о тёплом Покровском приделе церкви Ильи Пророка, а несколько сохранившихся икон из иконостаса Ильинского храма принадлежат кисти Зубова.
20 августа 1662 года Фёдор Евтихеев Зубов был «взят к государеву иконному делу». С этого времени он живёт в Москве и становится мастером Иконного цеха Оружейной палаты. С декабря он причислен к разряду «жалованных иконописцев», то есть к высшей категории, получающей регулярный оклад. С этого времени Фёдор Зубов участвует во всех видах работ, к которым привлекают царских мастеров. Он не только пишет множество новых икон, он реставрирует старые, иллюстрирует книги, поновляет стенопись, украшает прикладные предметы дворцового обихода.

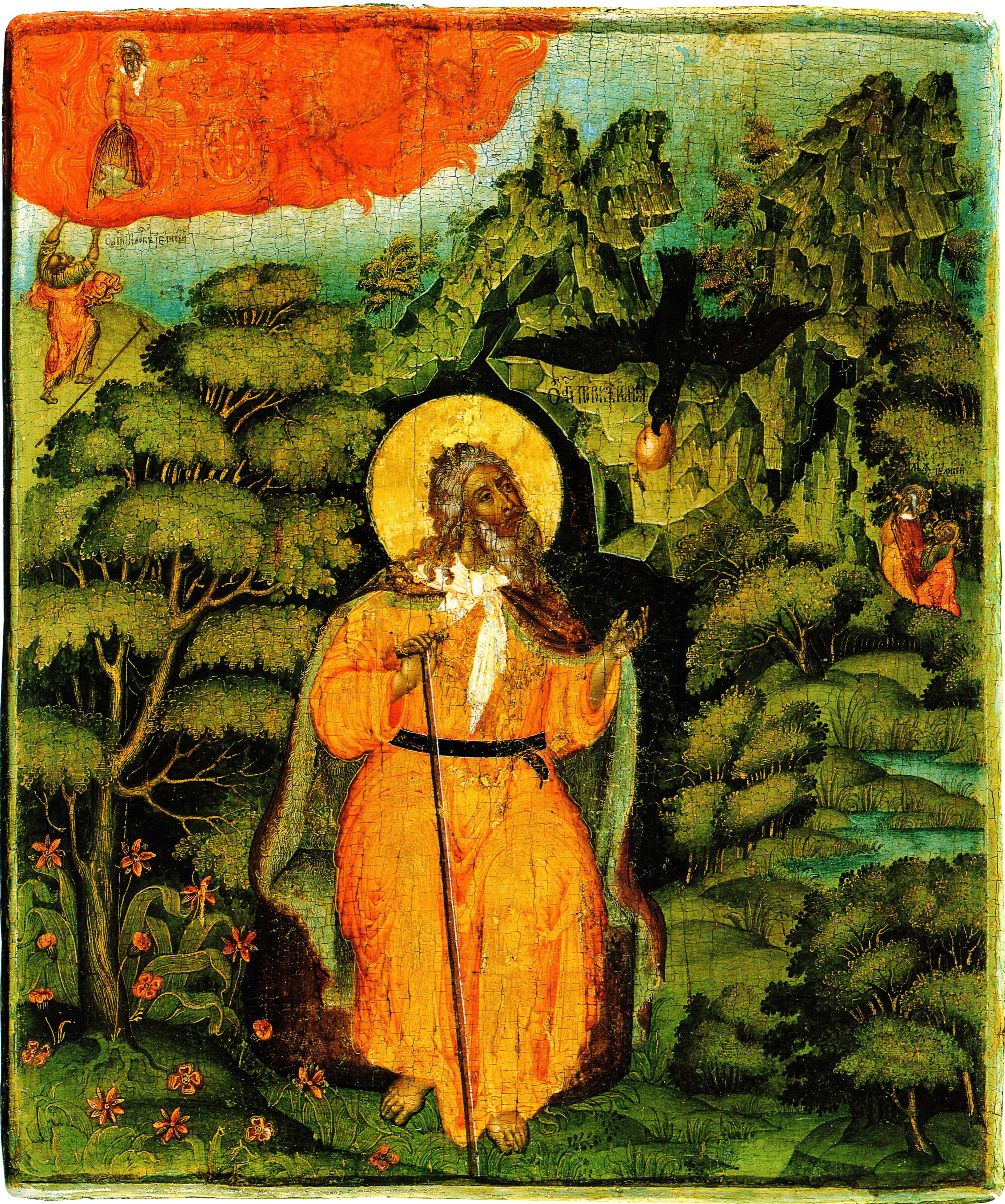
Илия Пророк в пустыне. 1672. Дерево, левкас, темпера. 45 × 35 см. Ярославский художественный музей. Из церкви Ильи Пророка, Ярославль.

Зубов быстро стал правой рукой лидера Иконного цеха — Симона Ушакова. Ему регулярно поручают организацию крупных работ с участием десятков иконописцев. Зубов руководил практически всей производственной деятельностью мастерской.
В июле 1668 года Зубов награждён тридцатью рублями и участком для строительства собственного двора в Зарядье.
Документы свидетельствуют о большом объеме работ, выполнявшихся Фёдором Зубовым совместно с другими иконописцами. Однако подписанных работ сохранилось очень немного. Это связывают с тем, что ему приходилось много работать коллективно, с разделением функций между несколькими мастерами. В этом случае подпись на произведении не ставилась. Фёдору Зубову редко доводилось исполнить икону с начала до конца. Он особенно часто выступал в качестве знаменщика, ведущего иконописца, создававшего общую композицию и подготовительный рисунок. Именно в этой роли он завоевал свой авторитет в Оружейной палате. В настоящее время авторство Зубова установлено для девяти икон и шести листов из Сийского иконописного подлинника. Около 25 икон аттрибутировано Зубову с большей или меньшей уверенностью.
Фёдор Зубов был женат дважды. Два его сына от второго брака Алексей и Иван при жизни отца ещё не были обучены мастерству по малолетству. После его смерти им было назначено пособие, и они прошли обучение у других мастеров. В петровскую эпоху они стали известными гравёрами. Фёдор Зубов скончался 3 ноября 1689 года.

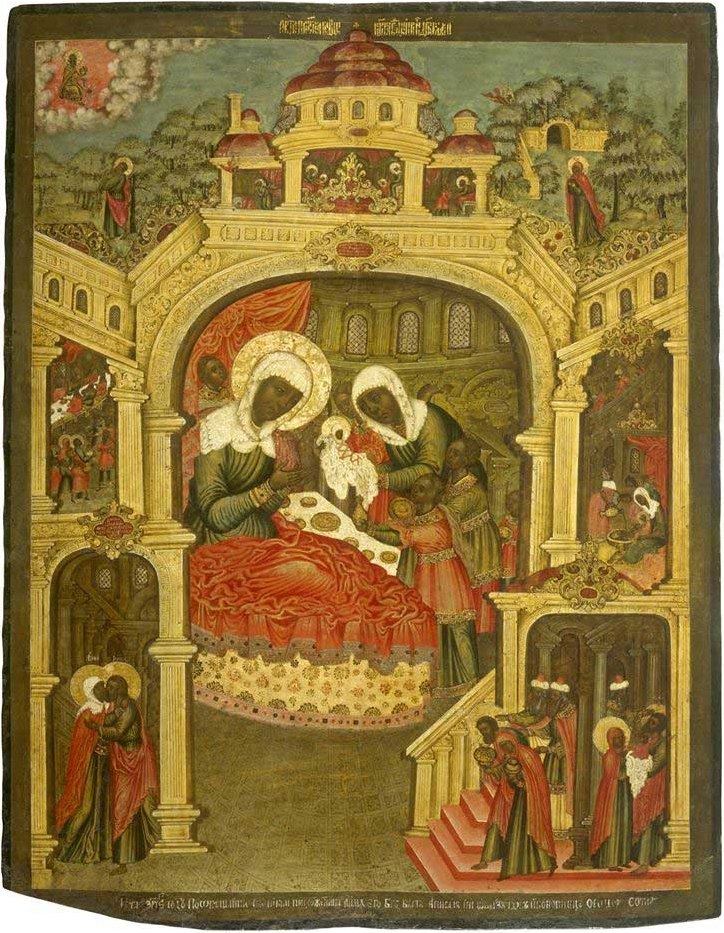
Рождество Богородицы. 1688. Дерево, темпера. 129 × 99 см. Музей древнерусской культуры и искусства имени Андрея Рублёва.

## Особенности стиля
Стиль произведений Зубова домосковского периода близок к школам северо-востока России, стремившимся сохранить традиции иконописания вопреки проникавшим через столицу западно-европейским веяниям. При этом художник использовал отдельные элементы «фряжского» искусства в меру своего усмотрения. Так, в житийных иконах Зубов помещает крупную центральную фигуру в окружении мелких бытийных сцен в единое пространство вместо создания множества изолированных клейм. Это позволяло ему совместить принципы иконописания с элементами перспективы.
После поступления Зубова в Оружейную палату его стиль претерпел существенные перемены. Манера придворных иконописцев должна была соответствовать предпочтениям, принятым при дворе. В середине XVII века доминировал «живоподобный» стиль главы кремлёвских мастерских Симона Ушакова. Зубову пришлось отказаться от своей прежней архаичной манеры. Близость стиля иконописцев Оружейной палаты к принятым в её мастерских стандартам и совместная работа нескольких мастеров над многими произведениями затрудняет определение авторства неподписанных икон и приводит к разногласиям между специалистами при атрибуции.

## Работы
Сохранившиеся произведения:
- Спас Нерукотворный. 1654. (СИХМ).
- Иоанн Предтеча. 1650-е. (РМЗ).
- Спас Смоленский, с припадающими Афанасием и Кириллом Александрийскими. 1667. (СИХМ).
- Андрей Первозванный. 1669. (ГМЗМК).
- Илья Пророк в пустыне. 1672. (ЯХМ).
- Святитель Николай. 1672. (ГМЗК).
- Рождество Богородицы. 1688. (ЦМиАР).
- Богоматерь — Всех скорбящих радость, Воскресение — Сошествие во ад (две створки трёхстворчатого складня). 1688. (частное собрание в Москве).

## Галерея

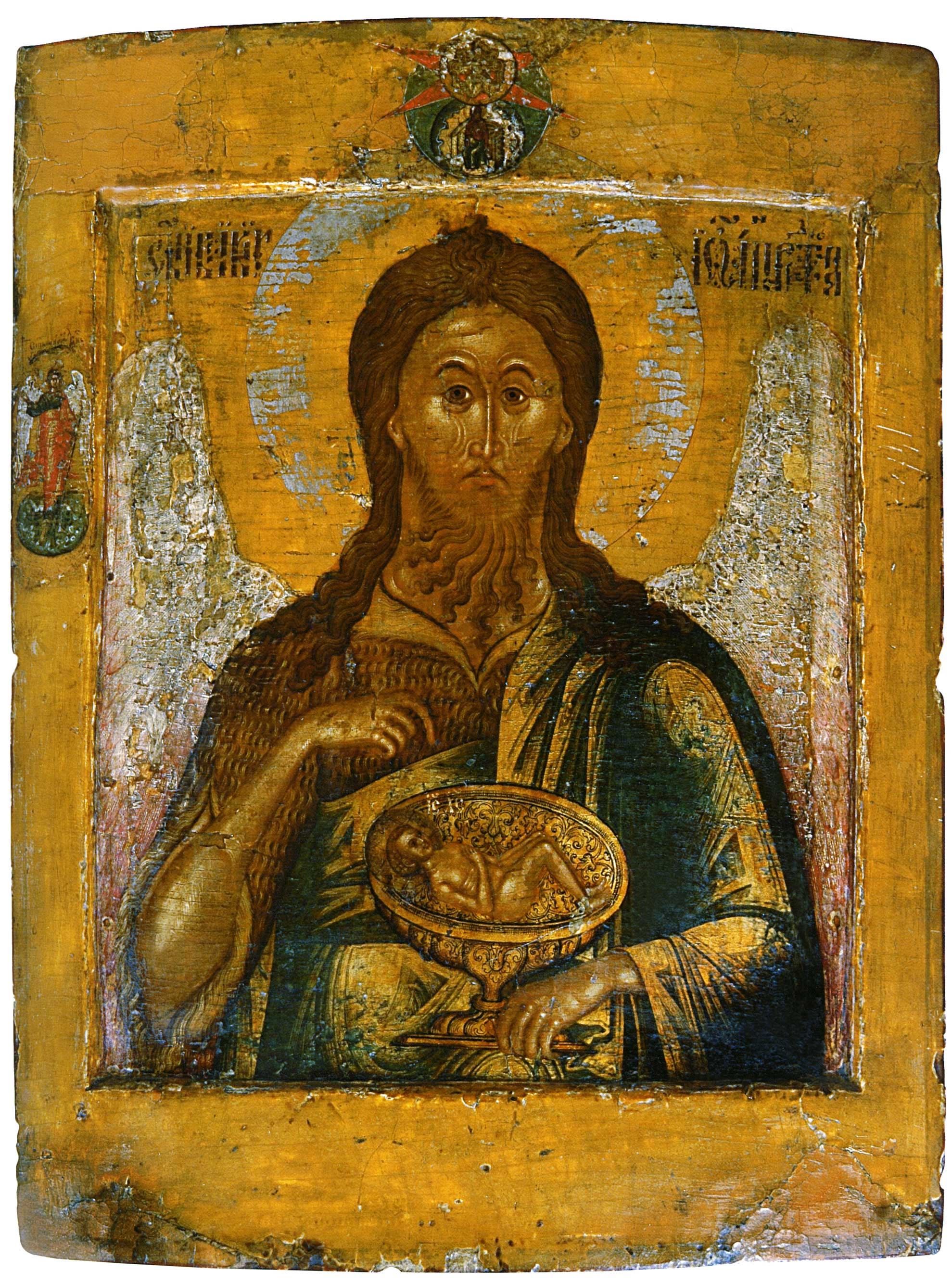
Иоанн Предтеча. 1650-е. Дерево, темпера. 32 × 26 см. Государственный музей-заповедник «Ростовский кремль». Из Антониево-Сийского монастыря[3].
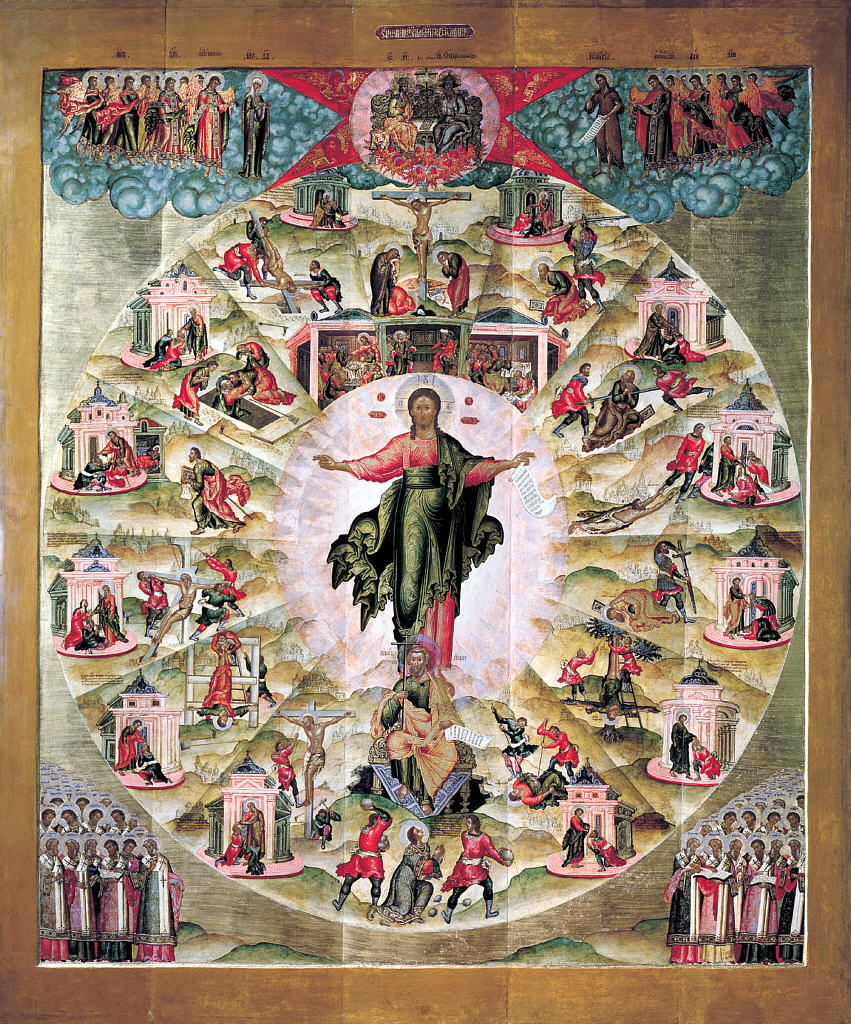
Апостольская проповедь. 1660. Дерево, темпера. 174,5 × 146,5 см. Ярославский музей-заповедник. Из церкви Ильи Пророка, Ярославль[20].
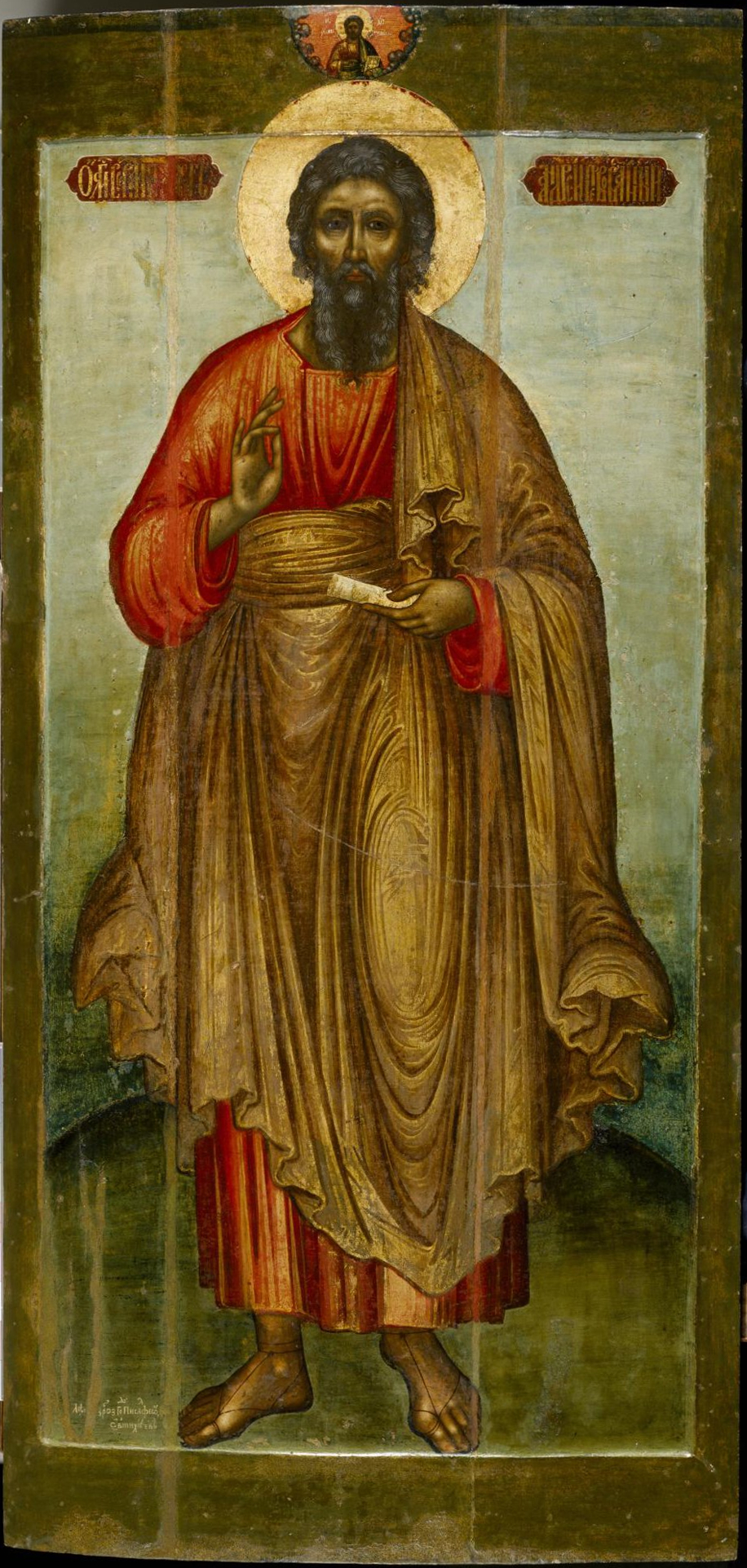
Андрей Первозванный. 1669. Дерево, левкас, паволока, темпера. 155 × 74 см. Музеи Московского Кремля. Из Чудова монастыря[21].
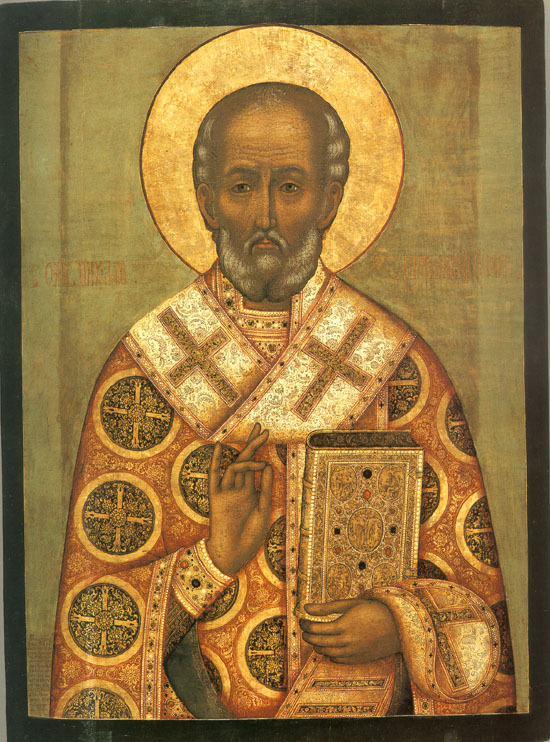
Святитель Николай Чудотворец. 1677. Дерево, левкас, темпера. 106 × 79 см. Государственный музей-заповедник «Коломенское»[22].